# NGC 1231
NGC 1231 (również PGC 11658) – galaktyka spiralna (Sc), znajdująca się w gwiazdozbiorze Erydanu. Odkrył ją 2 grudnia 1885 roku Francis Leavenworth.